# Gaby Ryd
Gaby Ryd, född Britta Gabriella Ryd 15 september 1982 i Lund, är en svensk sångerska och låtskrivare, bosatt i Malmö.
Ryd växte upp på Linero och Galjevången i Lund och gick i gymnasiet på Katedralskolan i Lund. 2007 tog hon tillsammans med musikern Jens Almqvist initiativet till att starta musikgruppen Gaby and the Guns. I februari 2010 tilldelades hon med gruppen Nöjesguidens kulturpris för sin musik. 
2013 gästade Gaby Ryd tillsammans med Discoteka Yugostyle P3 Guld-galan i SVT.   